# Turismo dental
El turismo dental es un subsector del turismo de salud. Se trata de individuos que buscan atención odontológica fuera de sus sistemas de salud locales.
Se ha convertido en una fuerte apuesta de naciones en desarrollo que buscan atraer pacientes extranjeros para que se atiendan en su territorio

## Razones para viajar
Mientras los turistas dentales pueden viajar por una variedad de razones, sus elecciones suelen estar motivadas por razones económicas. Países con fronteras comunes y economías muy dispares han sido históricamente el sostén principal del sector. Se pueden citar como ejemplos el viaje de Austria a Hungría, Eslovaquia y Eslovenia, de los EE. UU. a México, de la República de Irlanda a Irlanda del Norte y a Polonia. Aunque el turismo médico generalmente se produce en viajes de países de altos ingresos hacia las economías en desarrollo, otros factores pueden influir en una decisión de viaje, como las diferencias entre cómo cada país financia la salud pública o el acceso general a la asistencia sanitaria.

## Flexibilidad laboral
En los países de la Unión Europea, para ejercer la odontología se requiere un mínimo de aptitudes, cuya aprobación corresponde al gobierno de cada país. Así un dentista diplomado en un país puede trabajar en cualquier otro país de la UE, permitiendo una mayor movilidad de mano de obra para los dentistas (la Directivas normalmente se aplican no sólo a la UE, sino también al Espacio Económico Europeo. La Asociación para la Educación Dental en Europa (ADEE, por su sigla en inglés) hace esfuerzos para armonizar estándares europeos. Las propuestas de la ADEE incluyen la posibilidad para estudiantes de odontología de efectuar parte de sus estudios en otros países, y facilitar la acreditación de odontología entre las universidades de los distintos países de la UE. La armonización de estándares en una región elimina las percepciones que fomentan el desarrollo de la movilidad de los pacientes dentro de la región.

## Fijación de precios y calidad
Reino Unido e Irlanda son dos de las más grandes fuentes de turistas dentales. Los servicios dentales en ambos países fueron criticadas por falta de transparencia en los precios. Una respuesta a esto es que la odontología es inadecuada para la fijación de precios transparente: cada tratamiento variará, un presupuesto exacto es imposible hasta hacerse un examen. Así, las listas de precios no son garantía que esos serán los costos finales. Aunque pueden fomentar competencia entre los dentistas, esto sólo ocurrirá en un entorno competitivo donde la oferta y la demanda están a la par. En 2007, un informe de la autoridad de competencia de la República de Irlanda criticó la profesión en su enfoque al incrementar el número de odontólogos y la formación de especialidades dentales – Ortodoncia Una esfera de especial preocupación fue la irregularidad de la capacitación. La oferta es aún más limitada con el desarrollo de nuevas especialidades dentales, disminuyendo el número de odontólogos "generalistas"disponibles. 
Independientemente de los problemas antedichos, es posible comparar los precios del tratamiento en diversos países. Con la naturaleza internacional de algunos productos y marcas es posible hacer una comparación válida. Por ejemplo, la misma chapa de porcelana hecha en un laboratorio en Suecia puede tener un costo de 2500 AUD en Australia, pero solamente 1200 AUD en la India. La diferencia del precio aquí no es explicable por referencia al costo de materiales.
| Procedimiento          | Estados Unidos | México       | Hungría | El Salvador  |
| ---------------------- | -------------- | ------------ | ------- | ------------ |
| Implantes, con coronas | $1990 - $5,000 | $990         | $950    | $1500        |
| Dentaduras totales     | $800 - $1,200  | $369         | $360    | $850         |
| Endodoncia             | $699 - $1300   | $299 to $329 | $350    | $150 - $250  |
| Coronas                | $750 - $1,000  | $299         | $285    | $100 - $ 150 |
| Resinas                | $150 - $300    | $70          | $70     | $100         |

Los precios son sugeridos en dólares de los Estados Unidos

## Influencias
De acuerdo con Laesser (2011) y Hall (2013), el turismo de salud es un fenómeno comercial propio de sociedades industrializadas, influenciado por cinco factores: 
1.Cambios demográficos relacionados con el aumento  en  la  esperanza de  vida
2.Necesidad de reducir el estrés en la población trabajadora
3.Enfoque  preventivo  en  la  atención  médica
4.Mayor  interacción  entre  salud  pública  y  salud  mental  
5.Evolución  del  turismo   de   masas   hacia   un   mercado   más   personalizado